# Edward Whymper

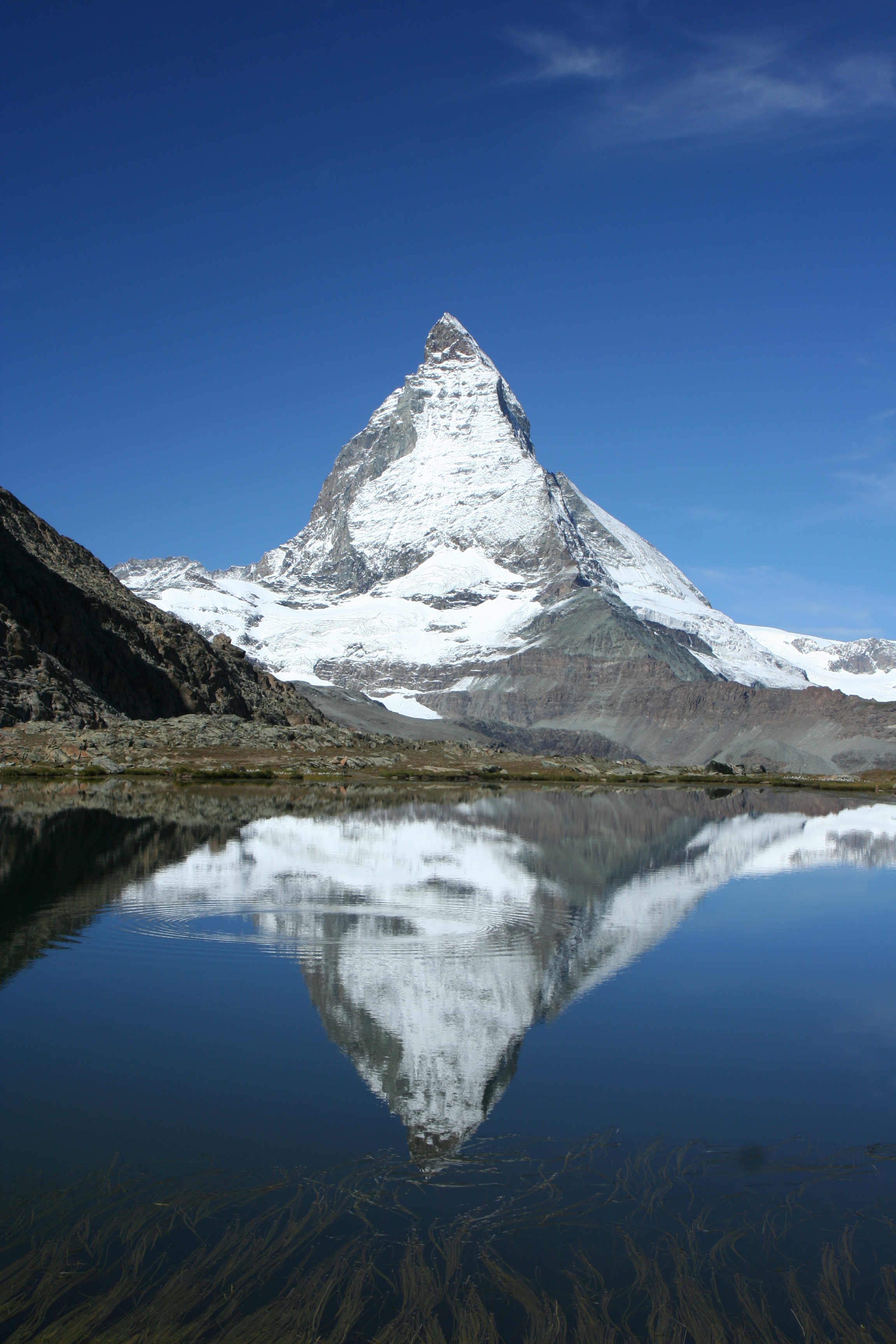
Matterhorn – widok od strony wschodniej

Edward Whymper (ur. 27 kwietnia 1840 w Londynie, zm. 16 września 1911) – brytyjski alpinista, andynista i odkrywca, zdobywca m.in. Matterhornu w 1865 roku.
W latach 1861–1865 ośmiokrotnie atakował niezdobyty podówczas Matterhorn. W kolejnej próbie 14 lipca 1865 roku wierzchołek Matterhornu został zdobyty przez 7-osobowy zespół Edwarda Whympera, który osiągnął szczyt, wspinając się granią Hörnli. Podczas zejścia czterech uczestników wyprawy zginęło, spadając w przepaść. Na górę swego życia Whymper wszedł jeszcze dwukrotnie: w 1874 i 1895.
Jest pierwszym zdobywcą m.in. następujących szczytów i przełęczy alpejskich:
- w 1863
  - Grand Tournalin
- w 1864
  - Barre des Écrins (4102 m)
  - Col de Troilet (3703 m)
  - Mont Dolent (3823 m)
  - Aiguille d’Argentière (3902 m)
- w 1865
  - Grand Cornier
  - Grandes Jorasses (4184 m – zachodni wierzchołek nazwany jego imieniem)
  - Col Dolent (3492 m)
  - Aiguille Verte (4122 m)
  - La Ruinette (3875 m)

W latach 1867–1872 zdobywał góry Grenlandii, w latach 1879–1880 szczyty w Andach, a w 1901–1909 Canadian Rockies (Mount Mitchel, Mount Whymper).
Edward Whymper w latach 1879–1880 zdobył najważniejsze szczyty Ekwadoru (Chimborazo, Cotopaxi i in.), dokonał pomiarów ich wysokości i odkrył nieznane dotąd lodowce. Największe znaczenie miały jednak jego badania w dziedzinie choroby wysokościowej. W Andach udało mu się ustalić jej przyczynę i sposoby unikania.
Uchodzi również za jednego z pierwszych twórców sprzętu wspinaczkowego:
- ok. 1860 r. stworzył „grappling hook”, pierwowzór skyhooka;
- stosował urządzenie do ściągania liny po zjeździe – kółko stalowe i sznurek – które działa podobnie jak zjazd z repsznurem;
- używał śpiwora z koca i namiotu perkalowego z podłogą z nieprzemakalnego brezentu (typu podobnego jak w wyprawach arktycznych).